# Ofenzíva v guvernorátu Al-Bayda
Ofenzíva v guvernorátu Al-Bayda byla jedním z vojenských střetnutí občanské války v Jemenu v roce 2020 na maribské frontě. Skončila vítězstvím Hútíů nad Hádíovskou vládou a milicemi Al-Káida. Hútíové získali okresy Kaifa, Walad Rabi a Al-Kuraišya, drželi tím pádem 80 % guvernorátu.

## Průběh
21. června 2020 hútijské síly bojovaly v guvernorátu Al-Byada s cílem dosáhnout Mahilia a zaútočit na Marib od jihu. Podle Hádího loajalistů hútijská ofenzíva v oblasti Al Nahma v okresu Mahlia v Maribu ohrožovala jejich síly útokem z jihu. 30. června Hútíové postoupili na severu Al-Baydy a na jihu Maribu, dobyli 400 km čtverečních a zabili, zranili nebo zajali 250 nepřátelských vojáků a dobyli 12 základen. 
12. srpna hútijské zdroje oznámily postup proti Al-Káidě a Islámskému státu na jihovýchodě Maribu a proti količním silám vedeným Saúdy na jihozápadě. 19. srpna mluvčí Hútíů generál Jahya al-Sari řekl, že po bojích dobyli okresy Walad Rabi a Al-Kuraišya s 1000 km2, dobyli 12 základen a zabili, zranili nebo zajali dalších 250 vojáků. 
22. srpna hútijská média oznámila postup proti Al-Káidě a Islámskému státu v Baydě. Podle jemenských médií ukořistili sunnitským džihádistům protitankové rakety M47 Dragon, kulomety M2 Browning a zásoby Světového potravinového programu. 

## Následky
23. září 2021 Hútíové oznámili, že dobytím tří okresů efektivně kontrolují guvernorát. Ministerstvo obrany Hútíů to považovalo za strategické vítězství nad Al-Káidou a Islámským státem.